# Tipula praelauta
Tipula praelauta är en tvåvingeart som beskrevs av Alexander 1949. Tipula praelauta ingår i släktet Tipula och familjen storharkrankar. Inga underarter finns listade i Catalogue of Life.